# Engle går i hvidt
Engle går i hvidt er en kinesisk film fra 2017 og er instrueret af Vivian Qu.

## Medvirkende
- Qi Wen som Mia
- Meijun Zhou som Wen
- Ke Shi som Advokat Hao
- Le Geng som Meng Tao
- Weiwei Liu som Wens mor
- Jing Peng som Lily
- Yuexin Wang som Jian
- Mengnan Li som Løjtnant Wang